# 小行星2341
小行星2341（2341 Aoluta）是一颗绕太阳运转的小行星，为主小行星带小行星。该小行星于1976年12月16日发现。
該小行星以列寧格勒大學天文台的縮寫命名。

## 轨道参数
小行星2341的轨道半长轴为2.2115258 UA，离心率为0.152。